# اسپینوزا ۷۱۴۲
سیارک ۷۱۴۲ (به انگلیسی: 7142 Spinoza، نامگذاری:1994PC19) هفت هزار و صد و چهل و دومین سیارک کشف شده‌است که در ۱۲ اوت ۱۹۹۴ کشف شد.
قدر مطلق سیارک برابر ۱۲٫۶۰ است.